# Hiroyuki Kiyokawa
Hiroyuki Kiyokawa (清川 浩行 Kiyokawa Hiroyuki?, nacido el 3 de junio de 1967 en Hokkaido) es un exfutbolista japonés que se desempeñaba como delantero y entrenador.

## Clubes

### Como futbolista
| Club           | País  | Año         |
| -------------- | ----- | ----------- |
| Kashiwa Reysol | Japón | 1986 - 1994 |

### Como entrenador
| Club            | País  | Año         |
| --------------- | ----- | ----------- |
| Roasso Kumamoto | Japón | 2016 - 2017 |